# The Lost Crown: A Ghost-Hunting Adventure
The Lost Crown: A Ghost-Hunting Adventure (с англ. — «Потерянная корона: приключение с охотой за привидениями») — компьютерная игра в жанре квеста с элементами хоррора, созданная Джонатаном Боаксом и компанией Darkling Room, и впервые выпущенная в 2008 году. Игра освещает приключения молодого охотника за призраками по имени Найджел Дэнверс в вымышленном портовом городе Сэкстоне посреди Фенских Болот в Восточной Англии, а также в его окрестностях.
Это третья по счёту компьютерная игра, полностью написанная и созданная Боаксом, который к моменту её выхода уже был автором игр Dark Fall и Dark Fall 2. В официальной русской локализации игра называется Lost Crown: Призраки из прошлого.

## Сюжет

Найджел Дэнверс, главный герой

Главный герой, Найджел Дэнверс, сбегает из Лондона после того как крадёт важные документы у своего работодателя, корпорации Хадден. В этих бумагах и фотографиях было доказательство того, что корпорация замешана в серьёзных и, возможно, опасных экспериментах с паранормальными силами. Опасаясь наказания, Найджел едет в английскую провинцию. Поезд приносит его на старую железнодорожную станцию. С этого момента начинается игра, действие которой происходит на протяжении пяти дней — с 28 апреля по 2 мая 2008 года. Найджел находит убежище в Сэкстоне, небольшом портовом городе посреди зубчатых скал и болотистых топей. Здесь он вскоре узнаёт о легендарной англо-саксонской Короне, предположительно захороненной в окрестностях Сэкстона, и загорается стремлением найти древний артефакт. Найджел снимает Портовый Дом — небольшой коттедж на набережной. Ночью он решает позвонить Мистеру Хаддену чтобы прояснить ситуацию. В ходе беседы выясняется, что Хадден готов «закрыть глаза» на кражу, если Найджел поработает на него, исследуя паранормальную активность в Сэкстоне. Главный герой соглашается, и Хадден высылает ему набор специальных гаджетов (цифровой фотоаппарат с функцией мгновенной распечатки, плёночный диктофон для записи «призрачных голосов», набор мини-камер для слежки за призраками, видеокамеру с функцией ночного видения и датчик электромагнитной активности). Найджела ждут различные приключения в Сэкстоне и округе города. Он будет общаться с призраками, исследовать местные тайны и искать Корону — свою главную цель. Иногда его помощником будет Люси Рубенс — местная девушка, студентка факультета психологии, приехавшая в Сэкстон на каникулы.
Присутствие Найджела в Сэкстоне, и его цель не остаются незамеченными — здесь есть силы, как живые так и мёртвые, которые не хотят чтобы покой Короны был потревожен…

## История создания
Джонатан Боакс работал над созданием игры с декабря 2004 года по декабрь 2007. Сюжет Lost Crown развивает тему классической истории о привидениях, и содержит аллюзии на многие такие истории, прочитанные Боаксом в детстве. Главным образом это рассказ «Предостережение любопытным» (англ. A Warning to the Curious, 1925) Джеймса Монтегю Родса. В этом рассказе есть такие схожие с Lost Crown элементы, как приморское место действия, легенда о потерянной англо-саксонской Короне, коварный археолог; а также призрачный страж, обязанный защищать место, где спрятана Корона, даже за пределами смерти. Среди других литературных влияний — роман «Месяц в провинции» (англ. A Month in the Country), написанный Джозефом Ллойдом Карром (англ. Joseph Lloyd Carr) — английским писателем, учителем и эксцентриком. В этом романе одинокий главный герой ночует под открытым небом недалеко от сельской церкви, и в одиночестве исследует тайну на протяжении долгого, жаркого лета.
Также, на создание игры повлияло то, что Джонатан Боакс присоединился к группе «современных охотников за привидениями» под названием This Haunted Land. Группа находится в английском графстве Корнуолл и занимается поисками паранормальной активности, а также использует особые технологии для исследования данной активности. Кое-какие приёмы, используемые этой группой, нашли своё место в игре. К примеру, задействование следующих гаджетов: измеритель электромагнитной активности (для обнаружения источников паранормальной энергии), особая видеокамера с режимом ночного видения, а также плёночный диктофон (чтобы засекать проявления электронно-голосового феномена).

## Геймплей
Игра представляет собой 3D-квест с видом от третьего лица и интерфейсом, основанным на системе point-and-click. В некоторые моменты игры (например, когда Найджел заходит с камерой в тёмное помещение), вид переключается на первое лицо. Игровой процесс  Lost Crown включает в себя различные задачи, диалоги и немалое количество паззлов. Спецприборы для охоты за призраками могут быть применены только на заранее заданных активных точках каждой локации. В отличие от Dark Fall 1 и Dark Fall 2, где игрок не получал чётко сформулированных задач, в Lost Crown имеется блокнот, в котором отмечаются главные цели на каждый период игры. Во время ключевых моментов игры раздаётся звуковой сигнал в виде короткой мелодии. В отличие от предыдущих игр Боакса, где не было практически никаких персонажей кроме главного героя, The Lost Crown отличается обширным штатом NPC. Все герои озвучены. В игре есть субтитры, но они не представлены в заставках.

### Интерфейс
Для взаимодействия с миром игры используется только левая кнопка мыши. В инвентаре задействованы обе кнопки: клик правой кнопкой на предмете «использует» предмет (если это книга, блокнот или кассета), или выводит информацию о нём; клик левой кнопкой «вешает» предмет на курсор, чтобы применять его на объектах мира. Клавиатура в игре не используется.

## Графика
Игра сделана на основе бесплатного движка Wintermute. У визуального стиля  The Lost Crown есть две особых черты. Во-первых, большая часть игровых локаций была сделана на основе фотографий реальных мест, существующих в Корнуолле — главным образом в рыбопромысловых городах Лоу (англ. Looe) и Полперро (англ. Polperro). Во-вторых, все локации игры — чёрно-белые (иногда c добавлением крошечных цветных фрагментов, к примеру цветов или огня).
Окружающая среда игры дополнена погодными эффектами (дождь, туман), а также насекомыми и птицами. Все персонажи игры представлены анимированными 3D моделями.

## Оценки и награды
| Сводный рейтинг | Сводный рейтинг |
| Агрегатор       | Оценка          |
| --------------- | --------------- |
| GameRankings    | 74,44 %         |

- Российское издание Absolute Games поставил игре весьма высокую оценку 82 %, и присвоил ей статус «Наш выбор»[5]
- Российское издание «Навигатор игрового мира» оценил игру на 7.6 из 10[6]
- Среди первых оценок игры была положительная рецензия на сайте Just Adventure, в которой Lost Crown получила редкую оценку A+ (самая высокая): «Говоря в двух словах, The Lost Crown действительно может войти в историю как лучший хоррор-квест из когда-либо созданных… ПО-НАСТОЯЩЕМУ жутко … The Lost Crown ближе к совершенству, чем какая-либо приключенческая игра из тех, в которые я играл за последние несколько лет».[7]
- На сайте Metacritic игра имеет общую оценку в 77 %[8]. Общая оценка от сайта GameRankings — 74,44 % (на базе 18 рецензий)[4]. Общая оценка от MobyGames — 76 из 100[9].

### Награды
Сайт GameFan наградил The Lost Crown такими званиями: «Лучшая игра 2008 года для PC» (англ. Best PC game of 2008), «Приключенческая игра года» (англ. Adventure Game of the Year) и «Лучший сюжет» (англ. Best Story).

## Локализация
Компания Акелла выполнила частичный перевод игры. Были переведены субтитры и внутриигровые тексты, но не голоса персонажей. Видеоролики и вовсе остались без перевода. Кроме того не были озвучены такие задания в игре, в которых нужно на слух собрать предложение из английских слов. Навигатор игрового мира оценил локализацию игры крайне отрицательно, называя, среди недостатков, «странное сочетание перерисованных и оригинальных текстур; корявый шрифт субтитров, выхолощенный донельзя перевод, ошибки в текстах.»

## Сиквел
Продолжение игры под названием The Last Crown было запланировано на 2010, но не вышло и было перенесено на 2011. Точно известно, что в сиквеле будут те же основные герои — Найджел Дэнверс и Люси Рубенс (теперь оба в команде Мистера Хаддена). Приключение будет происходить на «Священном Острове» (англ. Hallowed Isle) — «мрачном, меланхоличном месте», населённом призраками.

## Реальные места, на основе которых были сделаны локации игры
Большинство локаций игры было сделано на основе фотографий реально существующих мест, расположенных в Корнуолле и Девоне:
- Полперро (англ. Polperro) — город на юго-востоке Корнуолла, функционирующий рыболовный порт со множеством достопримечательностей. Отдельные части Полперро можно видеть на всём протяжении The Lost Crown:
  - Паб Медведь — в реальности это старый портовый склад на набережной города.
  - Портовый Дом — настоящее здание известно как Studio Cottage. Стоит на пристани.
  - Пещеры Сэкстона и Глотка Гриндла — локации сделаны на основе «Пещеры Уилли Уилкокса» (англ. Willy Wilcox Cave), но в реальности эта система пещер гораздо меньше чем в игре.
  - Кельтский уголок — настоящий дом. Стоит на скалистой дороге, что возвышается над Полперро. Сейчас это здание пустует и отчасти заброшено.
  - Кузница и свинарник Боба Тони — настоящая кузница, в которой одно время хранились инструменты лодочных мастеров и другая портовая техника.
  - Кафе «Маяк» — настоящий ресторан, который называется The House on Props. Место прославилось после того как многие художники и туристы нарисовали и сфотографировали его.
  - Музей Сэкстона — некогда жилое здание. На настоящий момент оно пустует и нуждается в ремонте.

- Церковь Нортфилда — реальная локация называется «Церковь Дало» (англ. Duloe Church). Все сцены, показанные в игре, можно найти в этой реальной локации, в том числе каменное изваяние. Правда, ризница была взята не из этой реальной локации. Вместо этого были использованы фотографии ризницы Церкви в деревне Пелинт (англ. Pelynt).

- Фермерский домик Карсуэллов — сделан на основе отреставрированного здания с причала Морвеллхем (англ. Morwellham Quay) в Девоншире. Этот причал весьма популярен среди туристов.

- Лоу (англ. Looe) — как и Полперро, Лоу — это небольшой портовый город на юго-востоке Корнуолла.
  - Антикварная лавка Груэля — настоящий антикварный магазин с улицы Хай-Стрит (англ. High Street).
  - Болота, Побережье Сэкстона — огромный песчаный пляж, достопримечательность Лоу.
  - Башня Мартелл — пирс Банджо (англ. Banjo Pier), ещё одна достопримечательность города.

- Церковь Улкомб — основой для этой локации стала церковь, которая стоит на отвесных скалах, возвышающихся над бухтой Талленд (англ. Talland). В настоящей церкви нет подземных склепов, башни, и сложных паровых машин; но сцены церковного интерьера, которые можно видеть в игре, в целом соответствуют реальным локациям. Церковный орган занимает неф здания.

- Дорога, ведущая от Нортфилдской развилки и дома Эйджеров — в реальности это Стокс-Лейн (англ. Stocks Lane); маленькая сельская дорога, соединяющая церковь Дало с железнодорожной станцией Коусленд (англ. Causeland) на юго-востоке Корнуолла.

- Гнилой лес — в реальности это густой, тёмный лес; который местные называют «Лес Вайндзора» (англ. Windsor Woods). Кроме того, некоторые сцены были засняты в лесу Трелоун (англ. Trelawne Woods), что возле деревни Пелинт в Корнуолле.

- Зубчатые скалы в локации «Вершины» (англ. The Pinnacles) — реальная локация называется «Пляж Ханнафор» (англ. Hannafore Beach) и выглядит очень похоже: тот же ряд каменистых, обрывчатых, лабиринтообразных троп; те же туманные виды с берега.

## Интересные факты
- Игра выполнена в чёрно-белом цвете. Многие игроки замечали, что им приходилось видеть сны в похожем стиле. В результате стало весьма широким мнение, что действие игры происходит внутри сознания одного человека — скорее всего в сознании главного героя, Найджела Дэнверса. На эту версию указывает и то, что Найджел прибывает в первую игровую локацию на старомодном паровозе под названием «Лунатик» (англ. The Sleep Walker, букв. перевод — «Ходящий во сне»).

- В игре есть упоминание предыдущих игр Боакса и игры Barrow Hill, созданной его друзьями; а также анонс грядущей игры Dark Fall 3 (см. «комикс ужасов», который лежит возле магазина «Кельтский уголок»).

- Дата рождения главного героя игры, Найджела Дэнверса — 7 ноября 1978. Дата рождения автора игры, Джонатана Боакса — 7 ноября 1973[3].

- Персонаж по имени Найджел Дэнверс фигурирует также в другой игре Джонатана Боакса — «Dark Fall»

- Безмолвный художник на пляже — скорее всего герой «Dark Fall 2» Бенджамин Паркер, странным образом оказавшийся в данном пространственно-временном континууме (его инструменты и дневник очень похожи на принадлежности героя сиквела Dark Fall).